# 文学史
文学史是一個學科，專門研究文学发展歷史。文学有着悠久的历史，实际从人类有了语言后，口头文学就已经出现，自从人类发明了记录书写的工具-文字后，记录文学即开始产生，当然并不是所有的书写记录都能被称为文学，如帐目、科学研究当都不能算文学，文学应该是能对读者有所启示、娱乐和指导的文章，文学语言的发展可以增强人类交流的能力。
人类最早由两河流域的苏美尔人首先发明了文字-楔形文字，然后尼罗河流域的古埃及人、印度河流域的古印度人和黄河流域的中国人各自独立的发明了文字。文字记录的古代文献也留下了早期的文学作品，如苏美尔人的《吉尔伽美什史诗》，古埃及的《亡灵书》以及中国的甲骨文和《孙子兵法》竹简等。除了文字记录的文献外，有许多口头流传的，后世记录下来的，也是人类早期的文学作品，如中国的《诗经》，古希腊的史诗《伊利亚特》和《奥德赛》，古印度的史诗《罗摩衍那》和《摩诃婆罗多》等，以及许多民族的古代传说和神话等。

## 中国文学史
西漢武帝時期，司馬遷編撰了《史記》一書，內容敘述了由上古五帝至當時西漢武帝時期的歷史，是一部出色的歷史散文作品、中國首部使用紀傳體的史書。

## 台灣文學史
台灣文學史長期因為政治、地緣因素，呈現間歇性斷層的現象。這現象產生的主因來自台灣文學常被以漢人為主的大中國主義視為「邊陲文學」，而且其書寫系統多元。除了純文學之外，台灣通俗文學也在多語言與多變化的過程中，持續於臺灣主體性與中國文化和南島文化間的夾縫中發展。